# Centro de Excelência em Engenharia, Suprimento e Construção
O CE-EPC - Centro de Excelência em Engenharia, Suprimento e Construção é uma OSCIP – Organização da Sociedade Civil de Interesse Público fundada em junho de 2008, como desdobramento do projeto E&P-27 do PROMINP - Programa de Mobilização da Indústria Nacional de Petróleo e Gás Natural idealizado pela Petrobras, ABEMI, ONIP e IBP. 
O CE-EPC reúne operadoras, empresas EPC, prestadores de serviços, entidades de classe e universidades, com a meta de tornar a indústria Brasil associada à cadeia produtiva de EPC competitiva e sustentável em termos mundiais, especialmente nos segmentos de Petróleo e Gás, Mineração, Energia,  Siderurgia, Química, Petroquímica, Papel e Celulose, entre outros.
Para atingir os objetivos de elevar a indústria brasileira aos padrões mundiais de excelência e aumentar a participação de seus associados no mercado global de EPC, o CE-EPC promove eventos, iniciativas e projetos voltados para o desenvolvimento e compartilhamento de melhores práticas em projetos EPC.